# Cecil Yates
Cecil Richard Yates Sr., född den 18 maj 1912 i Thurber i Texas, död den 27 mars 1987 i Buckeye, Arizona, var en amerikansk bancyklist som var speialist på sexdagarslopp, av vilka han vann sexton stycken (samtliga i USA eller Kanada – på 14 olika platser och med 15 olika partners) under karriären (1934 till 1949, med avbrott från 1943 till 1946 på grund av andra världskriget under vilket han tjänstgjorde som sergeant). Yates ägnade sig även åt amerikansk fotboll och motorsport.
Cecil Yates valdes in i US Bicycling Hall of Fame 2007.

## Meriter
| 1933/1934 2:a i Los Angeles sexdagars (jun.) med Charly Winther 2:a i San Franciscos sexdagars med Henry O'Brien 1934/1935 Vinnare av Vancouvers sexdagars (okt.) med Eddy Testa 3:a i Chicagos sexdagars (nov.) med Jerry Rodman 1935/1936 Vinnare av Detroits sexdagars (aug.) med Robert Vermeersch Vinnare av Louisvilles sexdagars (okt.) med Jack Gabell Vinnare av San Franciscos sexdagars (jan.) med Henry O'Brien 1936/1937 Vinnare av Des Moines sexdagars (nov./dec.) med Freddy Zach Vinnare av San Franciscos sexdagars (jan.) med Jerry Rodman Vinnare av Oaklands sexdagars (feb.) med George Dempsey 3:a i Chicagos sexdagars (nov.) med Jerry Rodman 3:a i Milwaukees sexdagars (feb.) med Fred Ottevaire 1937/1938 2:a i Pittsburghs sexdagars (apr.) med Fred Ottevaire 1938/1939 Vinnare av Buffalos sexdagars (mar./apr.) med Gustav Kilian 2:a i Chicagos sexdagars (feb.) med Heinz Vopel 3:a i Clevelands sexdagars (feb.) med Henry O'Brien | 1939/1940 Vinnare av New Yorks sexdagars (nov.) med Cesare Moretti Jr. Vinnare av Buffalos sexdagars (mar.) med Heinz Vopel 2:a i Chicagos sexdagars (nov.) med Jerry Rodman 2:a i Columbus sexdagars (mar.) med Albert Crossley 1940/1941 Vinnare av Montréals sexdagars (okt.) med Angelo De Bacco Vinnare av Chicagos sexdagars (nov.) med William Peden 1941/1942 Vinnare av Milwaukees sexdagars (jan.) med Jules Audy Vinnare av Chicagos sexdagars (jan.) med Doug Peden 2:a i Montréals sexdagars (okt.) med Jules Audy 3:a i Clevelands sexdagars (feb.) med Jules Audy 1947/1948 Vinnare av Winnipegs sexdagars (jan.) med Charles Bergna 2:a i Clevelands sexdagars (dec.) med Charles Bergna 1948/1949 Vinnare av Clevelands sexdagars (jan.) med Charles Bergna |